# Przegląd Geofizyczny
Przegląd Geofizyczny – dwujęzyczny kwartalnikpoświęcony publikacjom geofizycznym, ukazujący się od 1948, wydawany przez Polskie Towarzystwo Geofizyczne.
W latach 1948–1955 czasopismo nosiło nazwę Przegląd Meteorologiczny i Hydrologiczny.
Przegląd Geofizyczny publikuje prace z zakresu meteorologii, klimatologii, hydrologii, fizyki litosfery i nauk o przestrzeni okołoziemskiej. Czasopismo ma 40 punktów na liście czasopism punktowanych (Komunikat Ministra Edukacji i Nauki z dnia 17 lipca 2023 r.). Znajduje się w Polskiej Bazie Cytowań POL-Index, bazie danych o zawartości polskich czasopism technicznych BazTech oraz w bazie naukowej Scopus i DOAJ. Artykuły publikowane w Przeglądzie Geofizycznym są opiniowane przez niezależnych recenzentów. Redakcja nie pobiera opłat za druk artykułów. Wszystkie zeszyty czasopisma znajdują się w wolnym dostępie (open access). Teksty drukowane są na licencji Creative Commons Uznanie autorstwa 4.0 Międzynarodowa.
Redaktorzy naczelni czasopisma:
- 1948–1950: prof. dr hab. Władysław Gorczyński,
- 1950–1954: prof. dr hab. Edward Stenz,
- 1955–1972: prof. dr hab. Ananiasz Rojecki,
- 1972–1980: prof. dr hab. Marian Molga,
- 1980–2010: prof. dr hab. Zdzisław Mikulski,
- 2011–2017: dr Ewa Bogdanowicz
- od 2017: prof. dr hab. Zbigniew Czechowski